# Ultraviolet and Visual Echelle Spectrograph
 (septembre 2024).
En astronomie, Ultraviolet and Visual Echelle Spectrograph (en abrégé UVES, en français : « Spectrographe échelle en lumière visible et ultraviolette ») est le spectrographe optique à haute résolution du Très Grand Télescope (VLT), installé à l'observatoire du Cerro Paranal, au nord du Chili en 1999. Cet instrument est installé sur le foyer Nasmyth « B » du deuxième télescope du VLT : UT2 (c'est-à-dire Unit Telescope 2).

## Principe
UVES est un spectrographe utilisant la technique de la spectroscopie échelle. Il a été conçu pour fonctionner avec la plus grande efficacité possible depuis la coupure atmosphérique à 330 nm jusqu'à la limite de sensibilité des CCD rouges, soit 1 100 nm. Pour réussir cela, le faisceau lumineux provenant du télescope est séparé en deux à l'intérieur de l'instrument. La partie allant de l'ultraviolet (UV) au bleu suit un chemin optique dans lequel les éléments ont été optimisés pour ces longueurs d'onde. Et de même pour la partie du spectre électromagnétique allant de ce bleu jusqu'à l'infrarouge.

## Utilisation

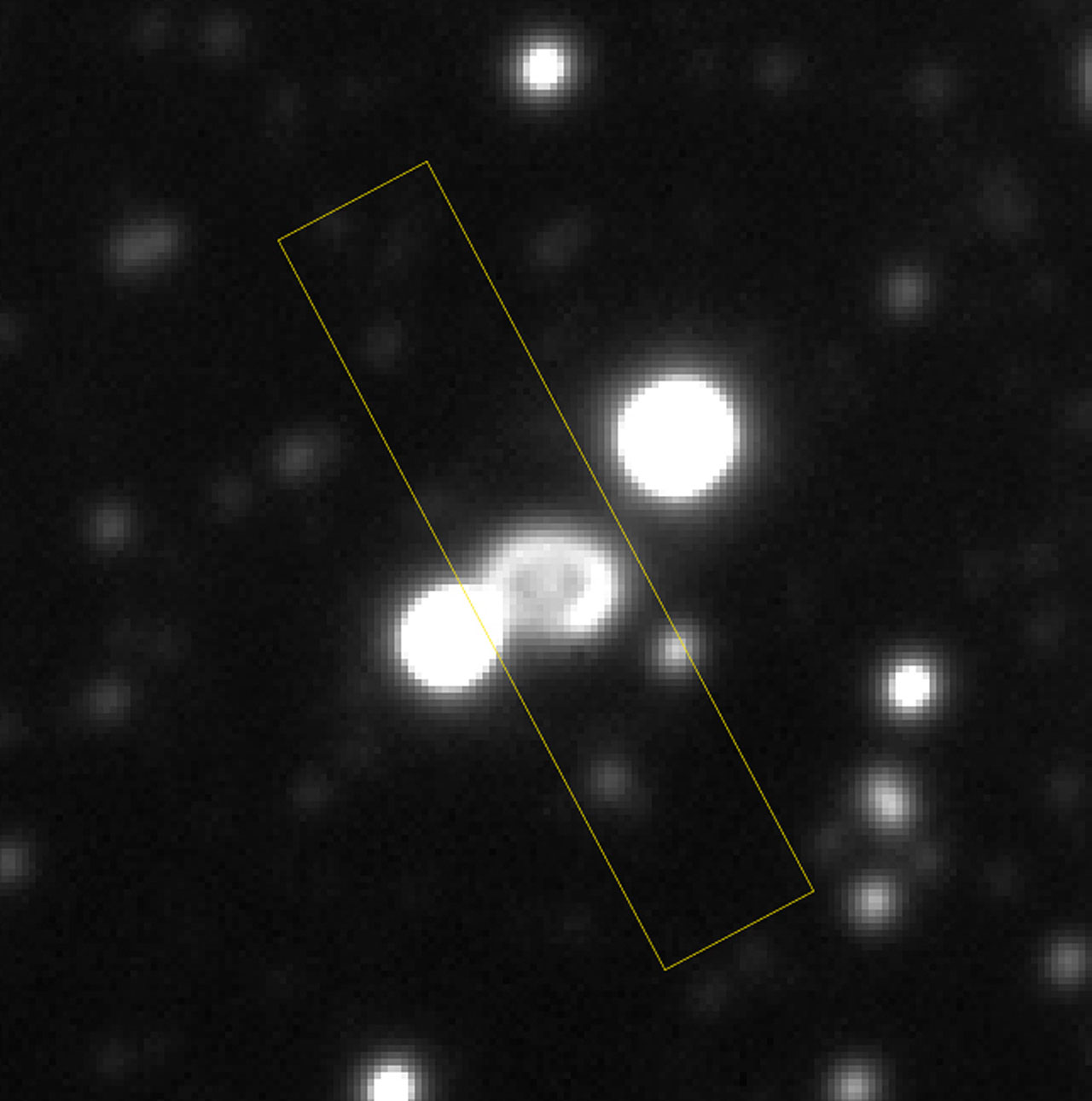
Image de la supernova SN1987A, en 1999.

UVES a été utilisé par l'équipe de l'observatoire du VLT pour observer un ensemble d'étoiles brillantes couvrant la totalité du diagramme HR. Cette bibliothèque de spectres appelée UVES POP, est disponible sur internet et sert de référence à de nombreux projets observationnels. En 2022, la deuxième version améliorée de la bibliothèque est sortie, pour les étoiles dont les auteurs ont également estimé les paramètres des atmosphères stellaires.

## Résultats
En raison de la puissance du VLT, UVES peut être utilisé dans tous les domaines de l'astrophysique, allant de l'étude des corps du système solaire, à la caractérisation des quasars les plus lointains.

### Mesure de la non variation des constantes physiques au cours du temps
Mesure par Patrick Petitjean et ses collaborateurs.

### Mesure directe de l'âge d'une étoile
Mesure directe de l'âge de BPS CS 31082-0001, une des plus vieilles étoiles de la Galaxie par Roger Cayrel et ses collaborateurs.